# Jean-Pierre Rives
Pour les articles homonymes, voir Rives et Casque d'or.

a Compétitions nationales et continentales officielles uniquement.

b Matchs officiels uniquement.
Dernière mise à jour le 20 février 2010.
Jean-Pierre Rives, surnommé Casque d'or, né le 31 décembre 1952 à Toulouse, est un joueur de rugby à XV et sculpteur français. Joueur de 1,80 m, il jouait au poste de troisième ligne aile avec l'équipe de France, avec laquelle il réalise deux grands chelems, en 1977 — où les quinze mêmes joueurs disputent l'intégralité des quatre rencontres — et en 1981. En club, il évolue avec le Stade toulousain puis le Racing club de France. Retenu à plusieurs reprises au sein des Barbarians, il fait partie des fondateurs des Barbarians français, créés en 1979.

## Biographie

### Carrière
Bien que Toulousain, Rives n'est pas issu d'une famille du monde du rugby : son père pratiquait plutôt le tennis. 
Il grandit entre le Stadium municipal de Toulouse et le Quartier Saint-Cyprien, fréquente le lycée Déodat-de-Séverac et commence le rugby au Toulouse Olympique Employés Club (TOEC) avec qui il devient junior.
Il joue ensuite deux ans au Stade beaumontois Lomagne rugby dans le Tarn-et-Garonne. En 1974, il signe enfin au Stade toulousain. Il dispute une seule finale du championnat de France sous les couleurs toulousaines, perdue 10 à 6 face à Béziers en 1980.
Le 11 août 1979, Rives et l'équipe de France, vainqueurs du Tournoi des Cinq Nations 1977 avec un Grand Chelem, jouent une rencontre d'exhibition contre une équipe régionale au stade Madrazès de Sarlat-la-Canéda ; cette rencontre ainsi que les festivités organisées au château de Sirey sont à l'origine de la création de la formation des Barbarians français,. Le 1er mai 1980, il participe ainsi au premier match des Barbarians français contre l'équipe nationale d'Écosse à Agen ; les Baa-Baas l'emportent 26 à 22.
Surnommé Casque d'Or par le célèbre commentateur de rugby Roger Couderc (auquel il donnera son maillot porté lors du match France-Galles 1983, dernier match commenté par le journaliste d'Antenne 2), son abnégation et son courage sur tous les terrains du monde le font entrer dans la légende du rugby mondial. 
Ses qualités en font un capitaine incontournable du XV de France, avec lequel il gagne deux Grand chelems, en 1977 (en compagnie des Toulousains Dominique Harize et Jean-Claude Skrela) et 1981 (en compagnie du Toulousain Serge Gabernet). 
Lors de ses 59 sélections, dont 34 (un record) en tant que capitaine, il gagne contre toutes les grandes nations du rugby mondial, à l'exception de l'Afrique du Sud. Il est le capitaine de la première équipe de France victorieuse de l'équipe de Nouvelle-Zélande à Auckland, resté dans les mémoires comme un fameux 14 juillet 1979.
En 1981, il quitte le Stade toulousain pour le Racing club de France, événement inhabituel pour l’époque, car les transferts se faisaient alors sous licence rouge, c’est-à-dire avec interdiction de jouer en championnat de France pendant un an. Malgré cela, il conserve sa place en équipe de France.
Le 23 novembre 1983, il joue de nouveau avec les Barbarians français contre l'Australie à Toulon. Les Baa-Baas s'inclinent 21 à 23. L'année suivante, le 1er septembre 1984, il est capitaine des Barbarians français qui l'emportent 42 à 20 contre les Harlequins au Stade de Twickenham.
Le 22 octobre 1985, il joue son dernier match avec les Barbarians français, toujours comme capitaine, contre le Japon à Cognac. Les Baa-Baas l'emportent 45 à 4.

### Retraite sportive
Depuis sa retraite sportive en 1986, Jean-Pierre Rives reste influent dans le monde du rugby par l'intermédiaire des Barbarians français, club informel issu de l'équipe de France 1977, et dont il fut le sélectionneur et est l'actuel président. Il a été aussi l'un des plus influents défenseurs de la candidature française à l’organisation de la Coupe du monde de rugby 2007, en assumant un rôle officiel de coprésidence et en représentant la France lors de la cérémonie d'ouverture.
Il se consacre par ailleurs à la sculpture dans le Var.

## Palmarès

### Équipes internationales
Il dispute six rencontres avec les Barbarians, la première contre les Lions britanniques et irlandais lors de la commémoration du jubilé d'argent de la reine Élisabeth II, où la troisième ligne française Rives-Skrela-Bastiat est titularisée. En décembre 1978, associé cette fois à Skrela, il affronte les All Blacks.
En 1977, il fait partie de l'équipe du Reste du monde qui affronte les Springboks au Loftus Versfeld Stadium de Pretoria en Afrique du Sud.

### Équipes de France
- Il fut international scolaire, junior, universitaire et France A, ainsi que capitaine du XV de France dès l'âge de 26 ans.
- 59 sélections de 1975 à 1984 (longtemps troisième ligne aile français le plus capé) pour également 59 titularisations et 59 matchs joués dans leur intégralité, dont 34 en tant que capitaine (record mondial durant vingt ans), d'où le 5e ratio français capitanat/sélection (à 0,57, derrière Philippe Struxiano et Marcel Communeau à 0,86, Joseph Desclaux à 0,80, René Crabos à 0,70, et devant Philippe Saint-André à 0,50 et Adolphe Jauréguy à 0,42).
- Grand Chelem en 1977 et en 1981 (et 1er ex æquo du tournoi des V nations 1983).
- Jeux Méditerranéens en 1979 (sans jouer, car blessé) et en 1983.
- Vainqueur des Anglais à quatre reprises dans leur temple de Twickenham, en 1975, 1977, 1981 et 1983.
- Il participe aux tournées suivantes : États-Unis (1976), Argentine (1977), Nouvelle-Zélande (1979), et Australie (1981), et bat toutes les grandes nations du rugby mondial, à l'exception des Sud-Africains.

### En club
- Finale du Championnat de France avec Toulouse en 1980
- Challenge Béguère en 1975
- Finaliste du Bouclier d'automne en 1977
- Champion de France junior, avec le T.O.E.C. (Toulouse olympique employés club) au tout début des années 1970

### Distinctions
- Meilleur joueur français en 1977, 1979 et 1981 (Oscar du Midi olympique) et second en 1978
- Lauréat du Prix Henri Deutsch de la Meurthe de l'Académie des sports en 1981, récompensant un fait sportif pouvant entraîner un progrès matériel, scientifique ou moral pour l’humanité, mais aussi à titre collectif en 1977, avec les 14 autres joueurs de la sélection nationale
- Remise de la Légion d'honneur le 21 janvier 1986 par François Mitterrand au palais de l'Élysée
- Membre de l'International Rugby Hall of Fame dès sa création en 1997
- Lauréat du Prix Alain Danet de l'Académie des sports en 2001, pour sa réussite professionnelle extra-sportive
- Meilleur joueur européen (Pat Marshall Award) à une reprise, désigné par la presse britannique spécialisée (au sein du Rugby Union Writers Club, créé en 1961)
- Gloire du sport

## Reconversion

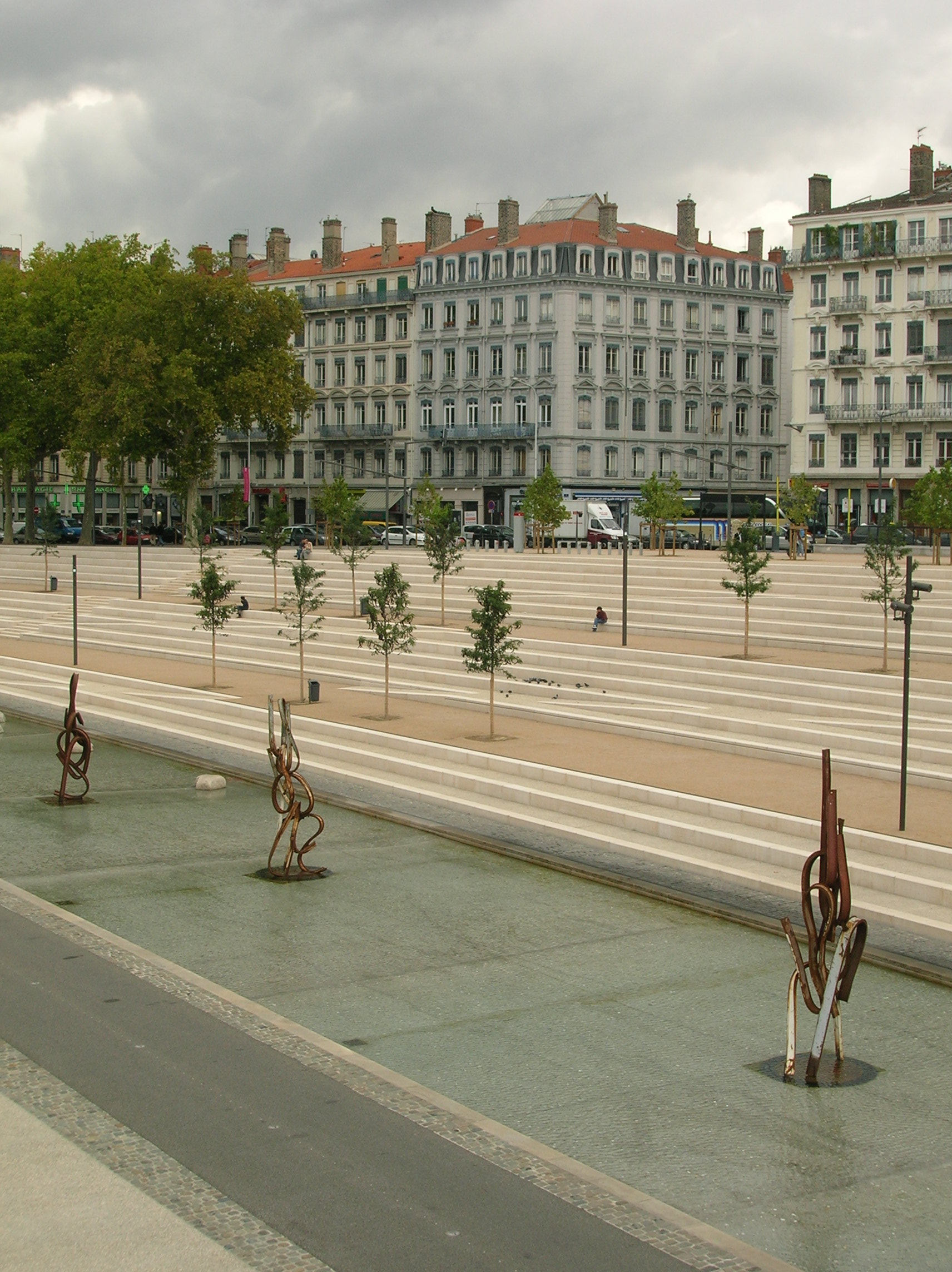
Exposition Rives sur Berges à Lyon en 2007.

### Acteur
Jean-Pierre Rives est apparu dans quelques films au cinéma. En 1987, il jouait le mari de Claude Jade, un camionneur qui cherche sa femme et son fils kidnappé, dans Qui sont mes juges ? d'André Thierry, un film inédit en salles. En 1990, il joue le petit rôle de Morhoult dans Connemara de Louis Grospierre. Plus tard, il joue un chef teuton dans le film Vercingétorix : La légende du druide roi (2001), aux côtés de Christophe Lambert.

### Sculpteur
Après sa retraite sportive, Jean-Pierre Rives est devenu un sculpteur réputé, inspiré par le travail du sculpteur Albert Féraud. En septembre 2007, à l'occasion de la coupe du monde de rugby à XV, l'exposition Rives sur Berges propose huit de ses sculptures sur les berges du Rhône à Lyon.
Il est également à l'origine de la conception et de la réalisation du Trophée Giuseppe Garibaldi, remis au vainqueur latin (France / Italie) du tournoi des 6 nations.

### Restaurateur
Jean-Pierre Rives est copropriétaire du principal restaurant La Villa Garonne au Parc des expositions de Toulouse, avec Jean-Pierre Gleize (propriétaire de la Villa Tropézienne et des Coulisses) et Jacques Mars (propriétaire des boutiques Kolector). Il est aussi propriétaire d'un restaurant sur l'île Saint-Germain, à Issy-les-Moulineaux.

### Biens en reconversion
Jean-Pierre Rives possède aussi l'ancienne usine hydroélectrique de l'Île du Ramier, à Toulouse.

## Décoration
- Officier de l'ordre national du Mérite[17]
- Chevalier de la légion d'Honneur